# Cattleya lawrenceana
Cattleya lawrenceana é uma espécie epífita com planta viçosa, pseudobulbos claviculados de 20 centímetros de altura e portando uma folha de 20 centímetros de comprimento, oblongo-lanceolada, espessa e com vinco na parte central. Flores de 12 centímetros de comprimento, com pétalas e sépalas estreitas, de cor rosa até o magenta-violáceo. Labelo pontudo, de cor púrpura-violáceo. Procede da Serra da Neblina, estado de Roraima. Floresce no Inverno.